# Christina Rogberg
Christina Gustava Lovisa Rogberg, född 26 oktober 1832 i Hovförsamlingen i Stockholms stad, död 22 december 1907 i Hovförsamlingen, var en svensk författare, konstnär och hovfunktionär. 

## Biografi
Christina Rogberg var dotter till Olof Erland Rogberg (1787–1863), hovpredikant och sekreterare i prästeståndet. Hon var kammarfru åt drottning Desideria 1857, Lovisa av Nederländerna 1862 och slutligen lektris hos denna 1869. Hon utgav Strödda anteckningar ur drottning Lovisas lif 1873.